# Kołobki
Kołobki (ros. Колобки) – wieś w Rosji, w Buriacji, w rejonie iwołgińskim. W 2010 liczyła 300 mieszkańców.